# Zračna luka Baregan
Zračna luka Baregan (IATA kod: IAQ, ICAO kod: OI20) smještena je pokraj gradova Bandar Dejlama i Bandar Ganava u jugozapadnom dijelu Irana odnosno Bušeherskoj pokrajini. Nalazi se na nadmorskoj visini od 6 m. Zračna luka ima jednu asfaltiranu uzletno-sletnu stazu dužine 2195 m, a koristi se za tuzemne letove.

## Vanjske poveznice
- (engl.) [neaktivna poveznica]
- (engl.) DAFIF, Great Circle Mapper: IAQ